# Ermita del Calvari (Talarn)
L'Ermita del Calvari és una obra de Talarn (Pallars Jussà) inclosa a l'Inventari del Patrimoni Arquitectònic de Catalunya.

## Descripció
Construcció de dues portes, un més alt i ample cobert a quatre vessants amb creueta al vèrtex. La porta es troba en un mur enfonsat que forma la volta rebaixada del porxo annexe, en aquest la façana conserva les lloses de pedra del testari, la coberta de dues vessants. Els murs eren de carreus reblats, arrebossats i encalcinat. La coberta és de teula àrab.

## Història
Ha estat reparada recentment eliminant una coberta de fibrociment i reposant-la amb teula àrab. S'ha arrebossat de nou i repintat amb un blanc llampant.